# Evander Holyfield vs. Riddick Bowe III
Il terzo incontro di pugilato Evander Holyfield vs. Riddick Bowe, soprannominato "The Final Chapter" ("Il capitolo finale"), si disputò presso il Caesars Palace di Paradise, Nevada, nei pressi di Las Vegas, il 4 novembre 1995. Il match, senza alcun titolo in palio, fu vinto da Bowe per KO tecnico all'8º round e fu l'ultimo confronto tra i due pugili nella trilogia Bowe-Holyfield.

## Contesto
Dopo il precedente combattimento tra i due durante il quale Holyfield aveva riconquistato i titoli WBA, IBF e Lineare dei pesi massimi sconfiggendo Bowe ai punti, alla sua prima difesa Holyfield affrontò l'imbattuto Michael Moorer. Anche se riuscì a mandarlo al tappeto nel secondo round, Moorer conquistò la vittoria ai punti. Holyfield si ritirò poco tempo dopo la sconfitta, citando un problema cardiaco non diagnosticato in precedenza. Tornò però sul ring nel 1995 e sconfisse Ray Mercer.
Bowe, intanto, aveva combattuto quattro match dopo aver perso il titolo. Il primo, contro Buster Mathis Jr., terminò in no-contest anche se Bowe colpì Mathis mentre era al tappeto, azione che normalmente causa la squalifica immediata. Dopo aver sconfitto Larry Donald, Bowe vinse il titolo WBO Heavyweight Championship mettendo KO Herbie Hide. Dopo aver difeso con successo la cintura contro Jorge Luis González, Bowe e Holyfield raggiunsero un accordo per il loro terzo ed ultimo confronto sul ring, due anni dopo il loro precedente combattimento. Nessun titolo sarebbe stato in palio, in quanto Holyfield temeva che una sfida per il titolo WBO gli avrebbe "politicamente" precluso l'opportunità di competere per i titoli WBA, WBC e IBF, considerati di maggior prestigio.

## L'incontro
A differenza dei due incontri precedenti, il match non terminò ai punti ma fu Bowe a prevalere per KO tecnico ai danni di Holyfield. Il match fu probabilmente il più violento e brutale della trilogia tra i due pugili con entrambi i contendenti che subirono atterramenti. Nel quinto round, Holyfield, che all'epoca era malato di epatite A, apparve già completamente esausto. Tuttavia, riuscì a riprendersi nel sesto round, mandando al tappeto Bowe per la prima volta in carriera con un gancio sinistro al mento. Nell'ottavo round, Bowe tornò al comando del match atterrando Holyfield due volte. Quindi Holyfield attaccò Bowe aggressivamente, ma Bowe fu in grado di controbattere con un destro corto che mise al tappeto l'avversario. Holyfield riuscì a rialzarsi ma venne nuovamente atterrato da Bowe, costringendo l'arbitro Joe Cortez a porre fine al match decretando la vittoria di Bowe per KO tecnico.

### Arbitro e giudici
- Arbitro: Joe Cortez
- Giudice: Jerry Roth
- Giudice: Chuck Giampa
- Giudice: Bill Graham

## Conseguenze
Le strade dei due pugili si divisero in direzioni opposte dopo il combattimento. Holyfield mise KO Bobby Czyz nel maggio 1996. Più tardi quello stesso anno, fu annunciato il match con Mike Tyson, che Holyfield avrebbe già dovuto affrontare nel 1991 prima che un infortunio e la condanna per stupro di Tyson rimandasse il tutto a data da destinarsi. L'incontro sarebbe stato la prima difesa del titolo WBA per Tyson che lo aveva vinto da Bruce Seldon. Holyfield mandò al tappeto Tyson all'undicesimo round, diventando il secondo pugile (dopo Muhammad Ali) a conquistare il titolo mondiale dei massimi più di due volte. La vittoria su Tyson segnò una sorta di rinascita nella carriera di Holyfield, e successivamente egli sconfisse anche Michael Moorer riconquistando il titolo IBF.
Bowe, invece, avrebbe dovuto incontrare Lennox Lewis in un match programmato per il 1996, ma dopo due controverse vittorie su Andrew Golota, decise di ritirarsi dalla boxe per arruolarsi nei Marines, ma abbandonò il corso d'addestramento dopo soli tre giorni. Tornò sul ring altre tre volte negli anni duemila, riportando tre vittorie, e alla fine venne introdotto nella International Boxing Hall of Fame.